# Ennezat
Ennezat é uma comuna francesa na região administrativa de Auvérnia-Ródano-Alpes, no departamento Puy-de-Dôme. Estende-se por uma área de 18,24 km². Em 2010 a comuna tinha 2 535 habitantes (densidade: 139 hab./km²).